# Hossam Abdelmoneim
Hossam Abdelmoneim Wahba Abdelwahahab (arabe : حسام عبد المنعم) (né le 12 février 1975 en Égypte) est un joueur de football international égyptien, qui évoluait au poste de défenseur.

## Biographie

### Carrière en sélection
Avec l'équipe d'Égypte, il a disputé 16 matchs (pour aucun but inscrit) entre 1998 et 2000. Il figure notamment dans le groupe des sélectionnés lors de la CAN de 2000.
Il a également disputé la Coupe des confédérations de 1999.

## Palmarès
Zamalek
| - Championnat d'Égypte (3) : - Champion : 2000-01, 2002-03 et 2003-04. - Coupe d'Égypte (1) : - Vainqueur : 1998-99. - Supercoupe d'Égypte (2) : - Vainqueur : 2000-01 et 2001-02. - Ligue des champions (1) : - Vainqueur : 2002. |  | - Coupe d'Afrique des vainqueurs de coupe (1) : - Vainqueur : 2000. - Supercoupe de la CAF (1) : - Vainqueur : 2002. - Tournoi du Prince Faysal bin Fahad (1) : - Vainqueur : 2003. |